# Kavicsfogú álteknősök
A kavicsfogú álteknősök (Placodontia) mezozoikumi tengeri hüllők voltak, előfordulásuk mindössze a triász időszakra korlátozódott, melynek végeztével kihaltak. Kihalásuk része volt az öt nagy (ismert) földtörténeti tömeges fajpusztulás egyikének, a triász–jura kihalási eseménynek. A halántékablak-nyílás helyzete és más csonttani bélyegek alapján a Sauropterygia öregrendbe tartozó állatoknak vélik őket, mely családba a hattyúnyakú őshüllők, a plezioszauruszok is tartoznak. A kavicsfogú álteknősök átlagosan 1–2 m hosszúságú állatok voltak, azonban néhány alakuk testhosszúsága a 3 m-t is meghaladta.

## Elterjedésük
A kavicsfogú álteknősök Európa, Kis-Ázsia és Dél-Kína kőzeteiből kerültek elő. Jellemzően páncél fedte testüket, tömött csontjaik voltak, valamint jellegzetes (névadó) lapos, kavicsszerű fogaik. Az első kavicsfogú álteknősökhöz tartozó fogakat 1809-ben, az első meghatározható koponyát 1824-ben találták. Kezdetben a fogakat valamilyen különös, a mai korallevő halakra emlékeztető állathoz tartozónak vélték, majd 1858-ban, a neves anatómus és paleontológus, Richard Owen ismerte fel, hogy valójában a hüllők egy új csoportjáról van szó és rokonságukat a plezioszauruszok közt kereste.

## Rendszerezés

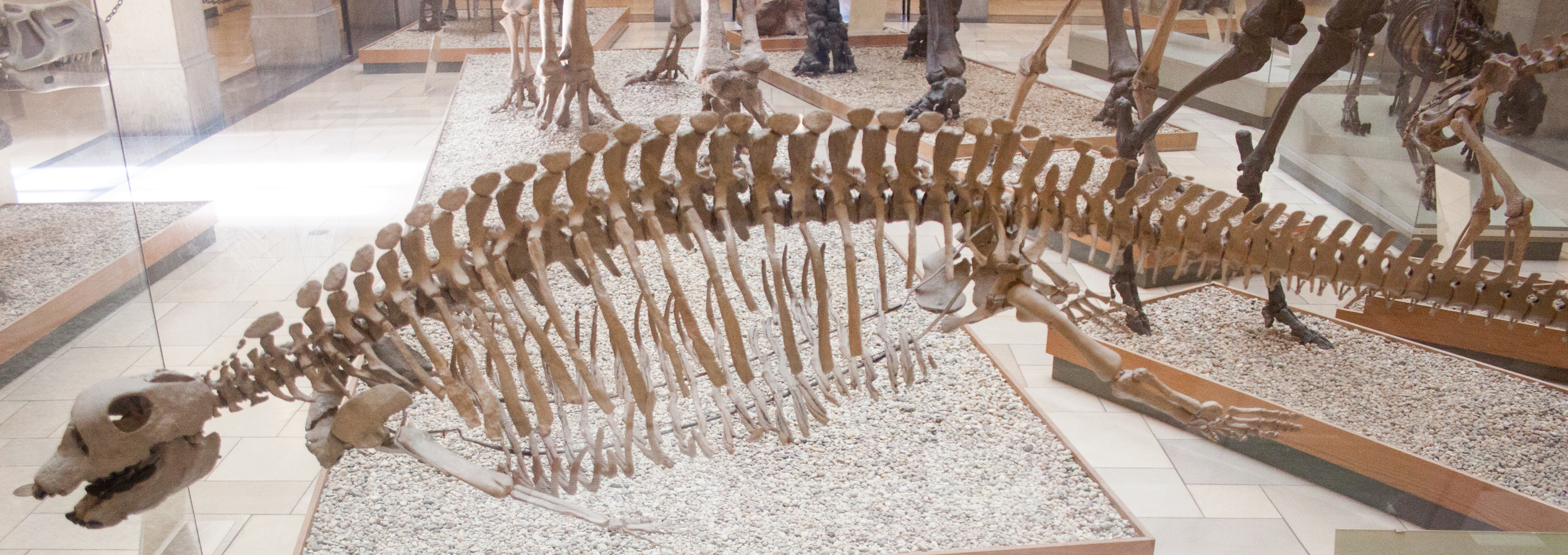
Placodontia (Placodus gigas; Agassiz) csontvázának rekonstrukciója a Müncheni Palaeontológiai Múzeumban

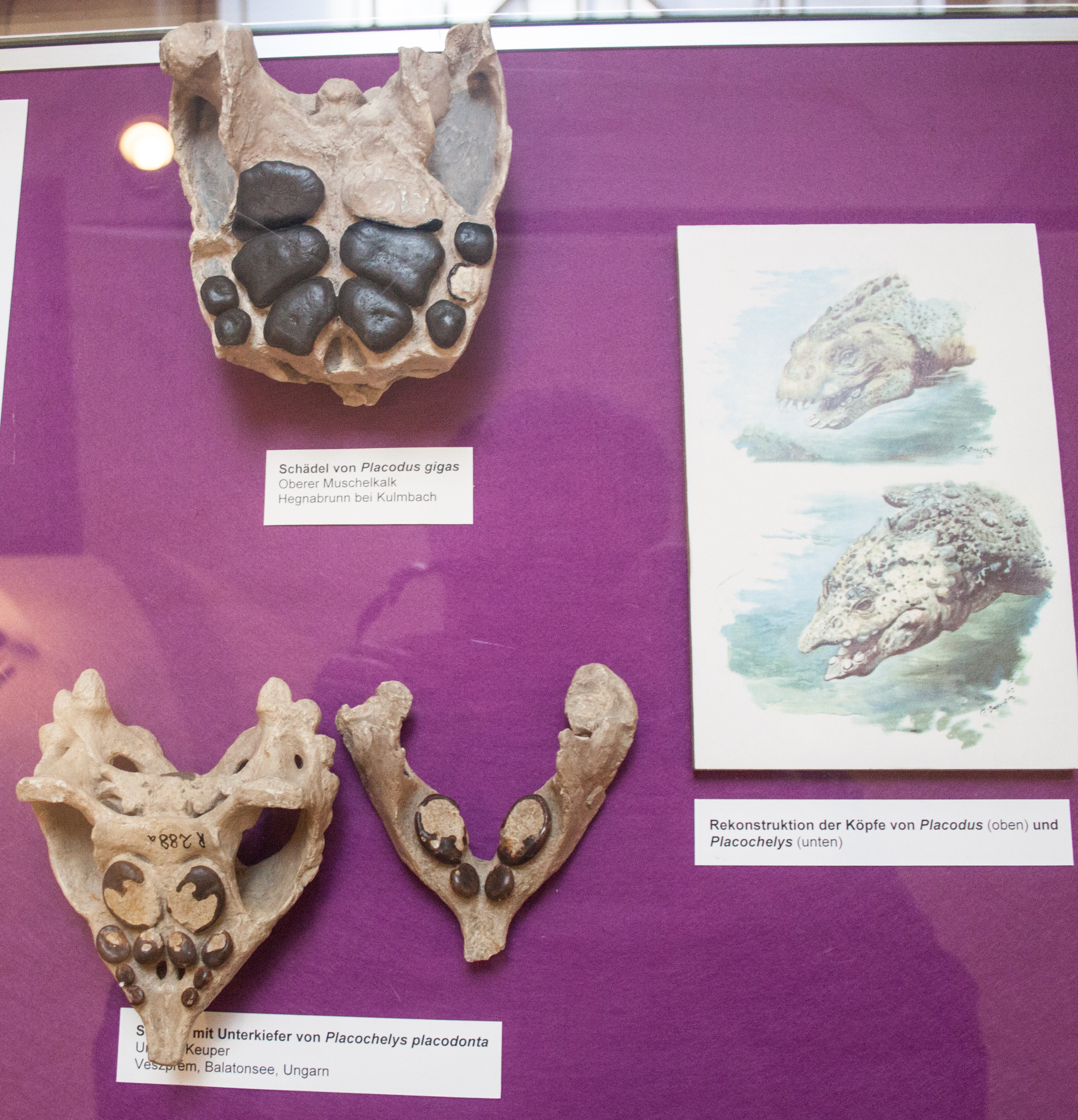
Placodontia állkapcsok a jellegzetes fogakkal

A kavicsfogú álteknősöket hagyományosan két nagy csoportra osztják: a páncéltalan Placodontoidea öregcsaládra és a páncélos (teknős-szerű) Cyamodontoidea öregcsaládra. A Saurosphargis nem rendszerezése vitatott. Az alábbi lista a rendbe sorolt családokat és nemek tartalmazza:
- Saurosphargis
- Placodontoidea
  - Paraplacodontidae
    - Paraplacodus

  - Placodontidae
    - Placodus
- Cyamodontoidea
  - Henodontidae
    - Henodus

  - Cyamodontidae
    - Cyamodus
    - Protenodontosaurus

  - Placochelyidae
    - Placochelys
    - Psephoderma

A Placodontoidea öregcsalád tagjai kevésbé specializáltak, mint a Cyamodontidae fajok és tipikus megnyúlt, gyíkszerű testük, valamint hosszú koponyájuk vall szárazföldi eredetükre. Testüket nem borítja összefüggő páncél, az elülső és hátsó felső állkapcsi (maxilláris) fogaikat pedig egy diasztéma választja el egymástól.
A Cyamodontoidea fajok esetében erősen redukálódtak vagy akár el is tűntek az elülső állkapcsi fogak és fejlett páncéllal rendelkeznek.

## Magyarországi előfordulásuk
Magyarország területéről is előkerült kavicsfogú álteknősök ősmaradvány: A Placochelys placodonta. A veszprémi márgában a felső triász rétegekben, 1901-ben bukkant rá Laczkó Dezső (az általa alapított, később róla elnevezett veszprémi Laczkó Dezső Múzeum névadója). A maradványok kavicsfogú álteknős koponyáját, páncélját, bordáit és végtagcsontjait tartalmazták.
1902-ben újabb koponya és egyéb maradványok kerültek elő, 1907-ben fogak, valamint több kisebb lelet után 1917-ben egy nagyobb darab páncéltöredék is napvilágot látott.
A veszprémi leleteken kívül Reziben, Villányban, majd legutóbb Felsőörsön kerültek elő a kavicsfogú rokonságába tartozó maradványok.

## Galéria

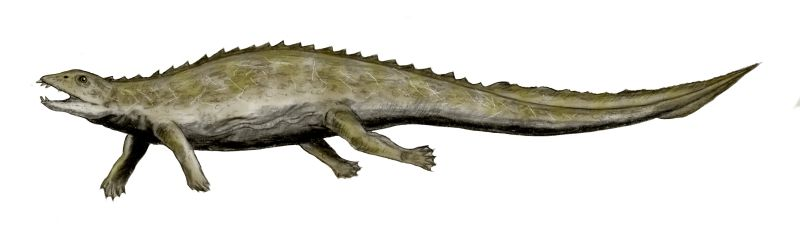
Placodus
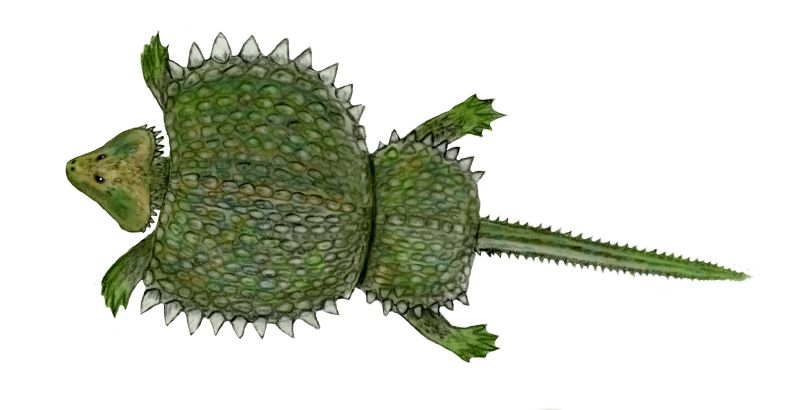
Cyamodus
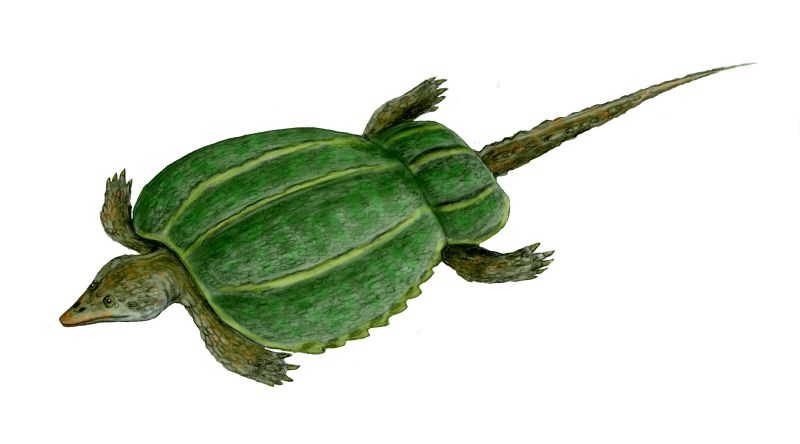
Psephoderma